# Ostankino
Ostankino est un domaine et un château situés dans les quartiers nord-est de Moscou dans le district d'Ostankinski. Il appartenait à la famille des comtes Chérémétiev.

## Historique

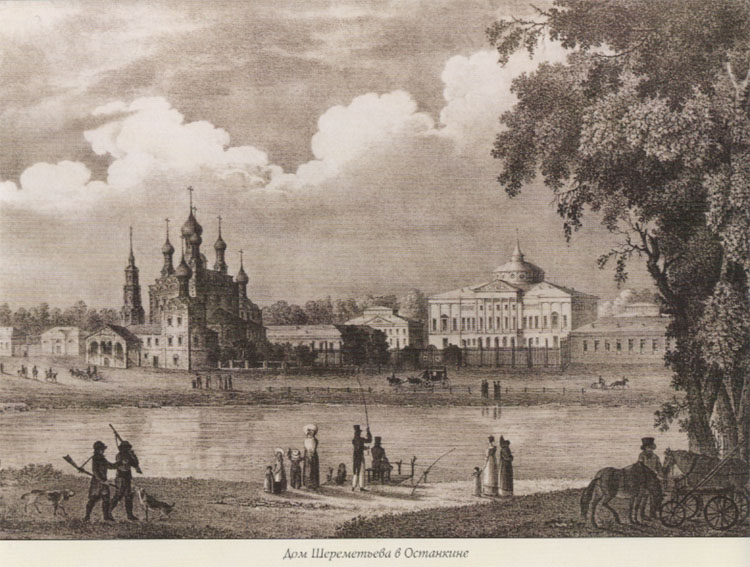
Vue du château et de l'église d'Ostankino vers 1810.

Les premières mentions écrites du domaine, alors appelé Ostachkovo, datent du XVIe siècle, lorsque le tsar Ivan le Terrible en fait don à Alexis Satine, parent du boyard Alexis Adachev. Mais Satine est condamné à mort en 1560 et le domaine passe à un mercenaire allemand du nom de Horn, puis en 1585 à Vassili Chtchelkalov. Il amende les terres de son domaine et peuple les villages. Ostankino entre dans une ère de prospérité. Le manoir lui-même est entouré d'un étang et d'un parc de cèdres. Il est détruit par un incendie pendant le Temps des Troubles.
Lorsque les Romanov montent sur le trône, le domaine appartient à la puissante famille des Tcherkassky. Ils plantent le parc, entretiennent le domaine de chasse et étendent leurs terres jusqu'au village d'Alexeïevskoïe. Le mariage en 1667 entre les familles Tcherkassky et Odoïevsky en fait un domaine encore plus prospère. Un serf de la famille Odoïevsky, architecte du nom de Pavel Potekhine, construit l'église actuelle dédiée à la Trinité (1678–1683, 1691–1692). Le domaine devient en plus d'un domaine agricole une résidence de plaisance dans la première moitié du XVIIIe siècle, avec théâtre, chasse et réceptions. L'impératrice Élisabeth vient même en visite en 1742. L'année suivante, la princesse Barbara, fille unique des Tcherkassky épouse le puissant comte Pierre Cheremetiev. Ostankino demeure la propriété des Cheremetiev, jusqu'à la révolution de 1917.
Les Chérémétiev habitent plutôt à cette époque dans leur domaine de Kouskovo, mais ils viennent régulièrement à Ostankino pour y chasser ou y passer de courts séjours.

## Construction du château

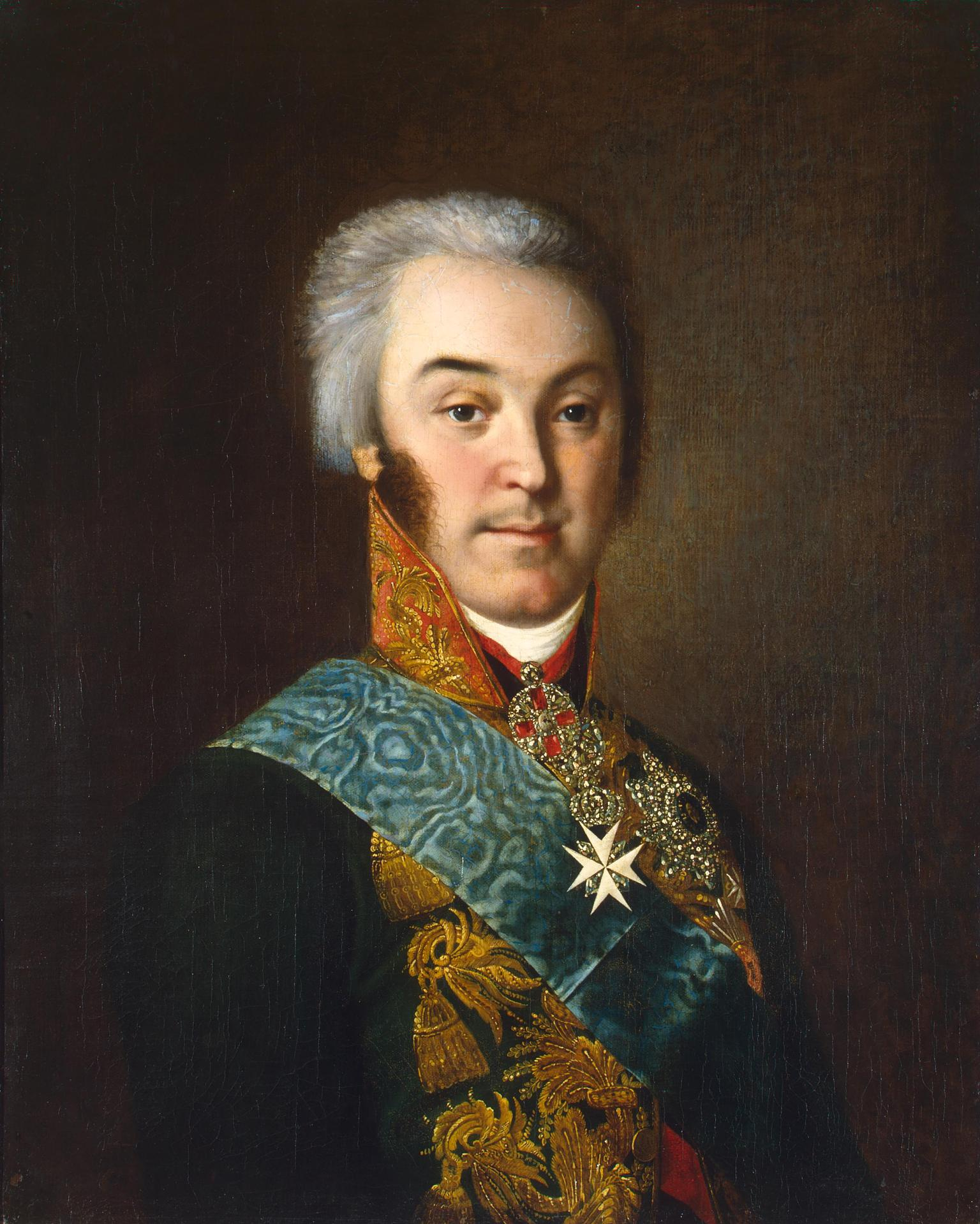
Portrait du comte Nicolas Chérémétiev.

Le comte Nicolas Cheremetiev, fils de Pierre, hérite d'Ostankino en 1788. Extrêmement riche, membre de la famille la plus fortunée de Russie, et extrêmement cultivé, il se passionne pour le théâtre et donne de somptueux spectacles privés qui lui valent le surnom de Crésus le Jeune. Il fait construire un théâtre aussi à Kouskovo, dans son hôtel particulier de Kitaï-Gorod à Moscou et à Markovo. Il décide de faire construire dans les années 1790 un théâtre plus important dans son domaine d'Ostankino. Il commence en 1792 par faire bâtir un petit théâtre de bois, puis fait appel à plusieurs architectes, dont Francesco Camporesi, qui doivent lui soumettre leurs plans pour attribution finale. Le théâtre originel est agrandi, on rajoute deux ailes et des pavillons dans le plus grand secret, chaque architecte ignorant les projets des autres, et les invités étant interdits de séjour.
Le comte ordonne en 1793 que le grand vestibule et la scène soient transformés en salle de bal à volonté et il fait redessiner l'ensemble, ainsi que le pavillon italien. Des galeries sont construites pour relier les pavillons au théâtre et au corps de logis. Finalement il décide en 1794 de l'agrandir encore et fait appel cette fois au fameux Giacomo Quarenghi aidé de Piotr Argounov et d'Ivan Starov. La façade sud est donc transformée. Une rotonde à l'italienne est construite, en 1796, qui sera fort appréciée d'Alexandre II quelque soixante ans plus tard, comme cabinet de travail.
Terminé en 1798, Ostankino est à l'époque la demeure la plus grande de Russie construite en bois (sauf quelques parties en briques autour des poêles). Son style est résolument néoclassique (appelé style Empire en russe) avec une façade dont le portique est constitué de colonnes ioniques. Les salons sont décorés de fresques délicates et de parquets de marqueterie.

## Le parc
Le comte Cheremetiev fait appel à Johann Manstadt comme architecte paysagiste. Celui-ci agrandit aussi les terres agricoles et installe une orangerie qui fournit les familles aristocratiques de Moscou en fruits exotiques. La Grande Catherine et son favori Potemkine en étaient des clients assidus. Ses terres comprenaient les territoires actuels de la VDNKh, de la tour Ostankino, du jardin Botanique, et de tout le quartier d'Ostankino.
Le comte commande ensuite à Piotr Argounov, avec les conseils de Francis Reid (qui aménageait alors le parc de Tsaritsyno), d'arranger un parc paysager à l'anglaise. Reid et son associé Nikolaï Kouverine créent de 1791 à 1794 un immense parc avec un jardin au nord près du château (planté en 1797 par Robert Manners).

## Galerie de photos

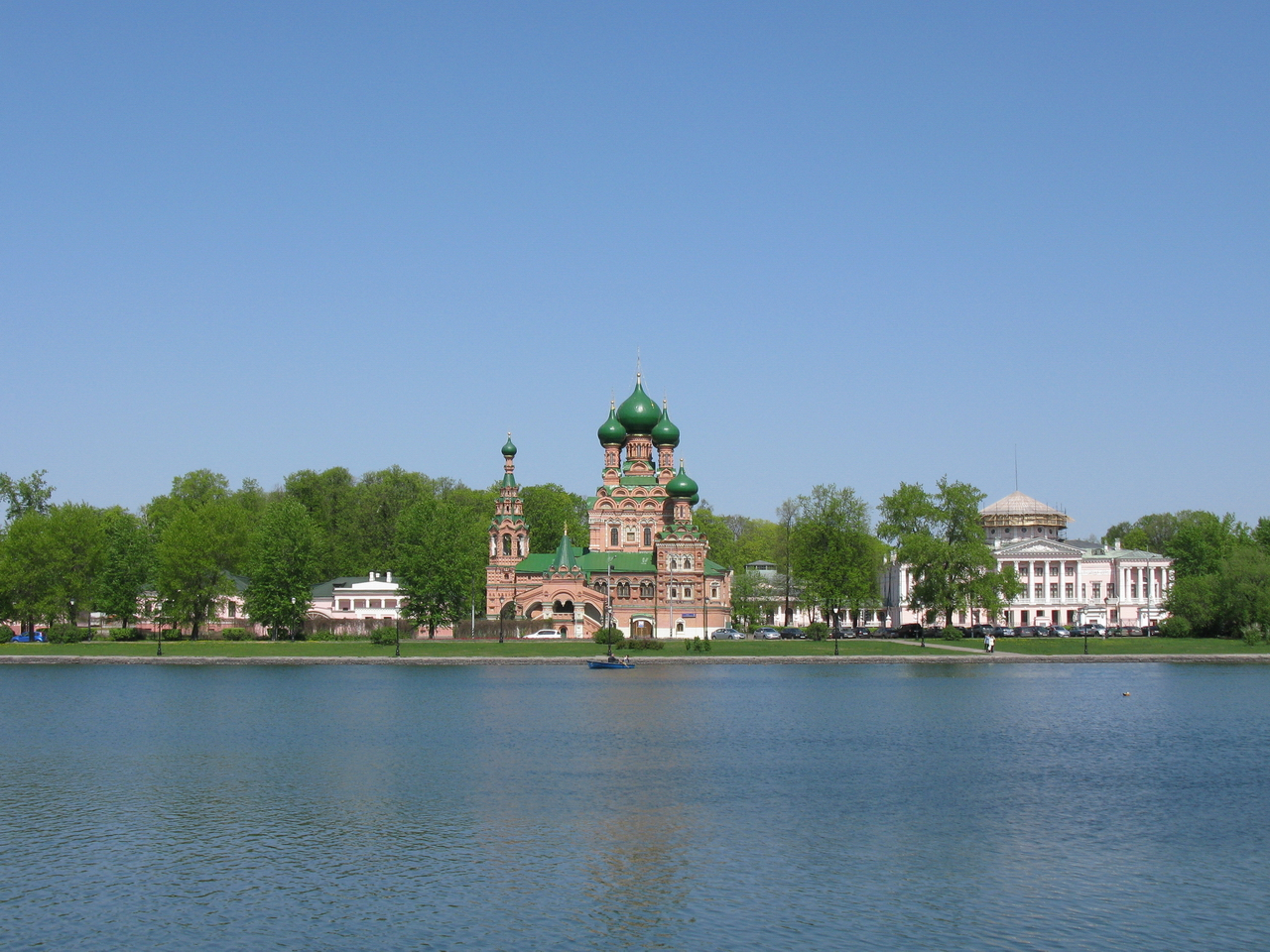
Vue du lac avec le château et l'église de la Trinité d'Ostankino.
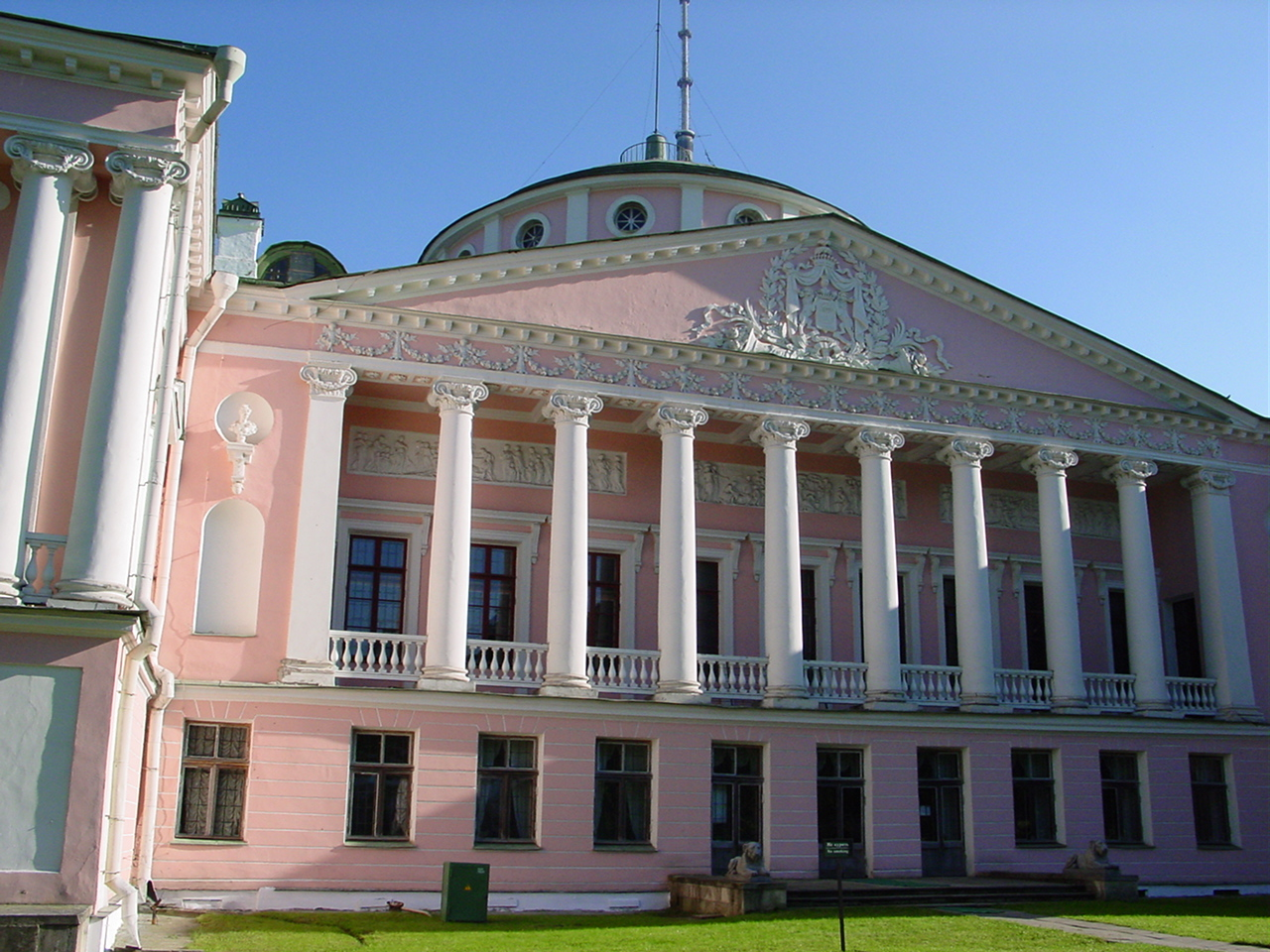
Façade du château côté parc avec colonnes ioniques composites et blason des Chérémétiev sur le fronton.
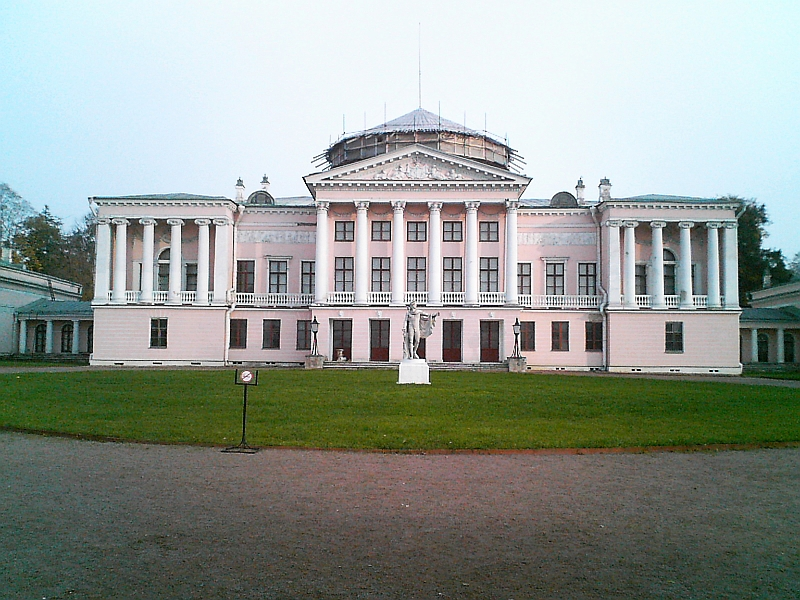
Façade d'honneur du château donnant sur le lac avec statue d'Apollon.
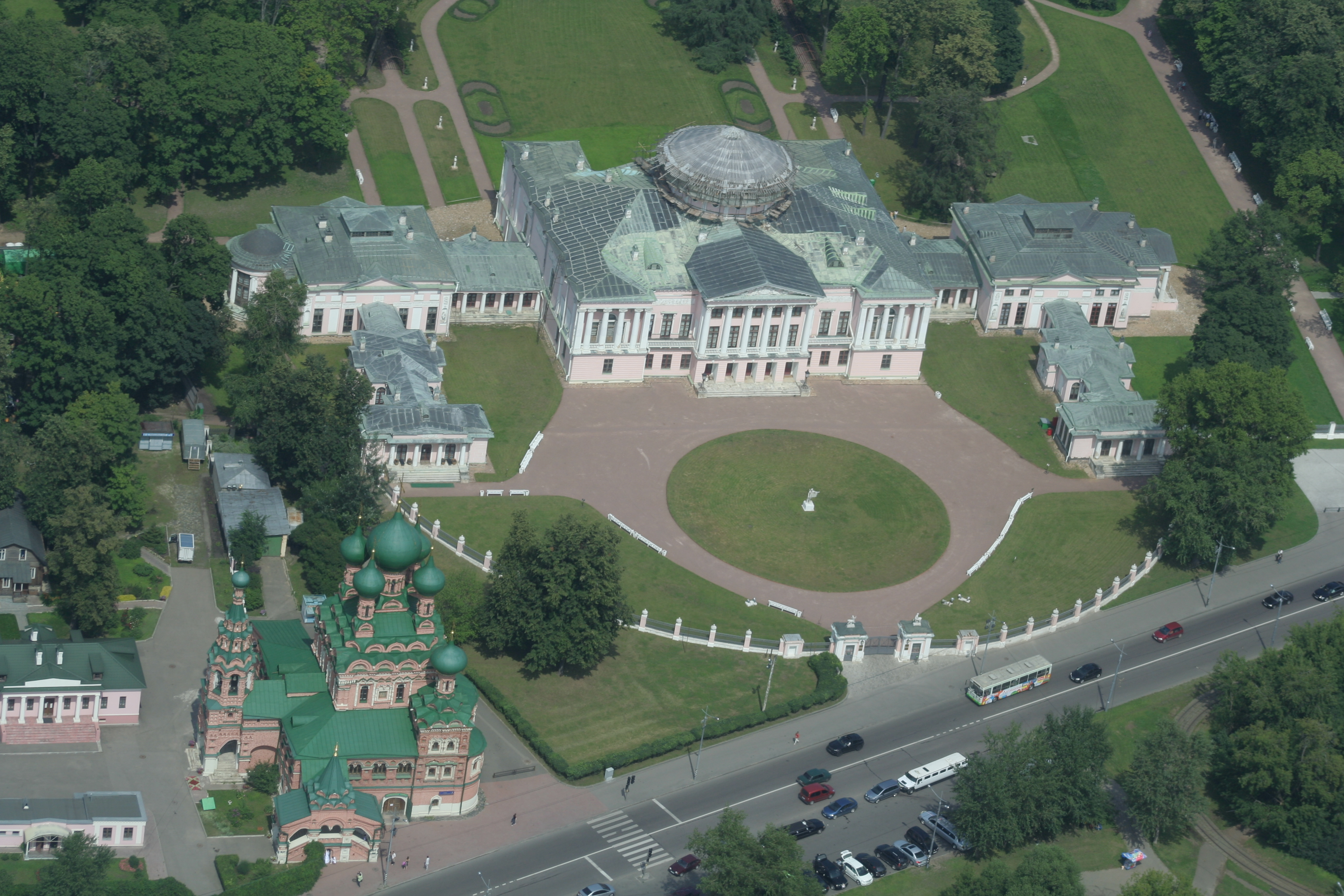
Vue aérienne du château à partir de la tour Ostankino.

## Le théâtre
Le théâtre ouvre à l'été 1795, surprenant les invités par ses jeux mécaniques et ses effets scéniques. Cependant Paul Ier qui vient de monter sur le trône, ordonne au comte de vivre à Saint-Pétersbourg. Le théâtre rouvre brièvement pour une saison au printemps 1797, et l'empereur en personne accompagné de Stanislas Auguste Poniatowski assiste à une représentation. Le comte réduit ensuite sa troupe en 1800, puisqu'elle ne peut plus alors que donner des représentions privées moins nombreuses.
L'épouse du comte est une cantatrice et comédienne née Prascovie Kovaleva-Jemtchougova et ce mariage avait causé un grand scandale à l'époque, car non seulement elle n'était pas d'origine aristocratique, mais en plus elle était née de parents serfs. Elle meurt en 1802, ce qui provoque la tristesse du comte et la fermeture du théâtre. Le comte prend le deuil et ne paraît plus dans le monde jusqu'en 1809.

## Ostankino auXIXesiècle

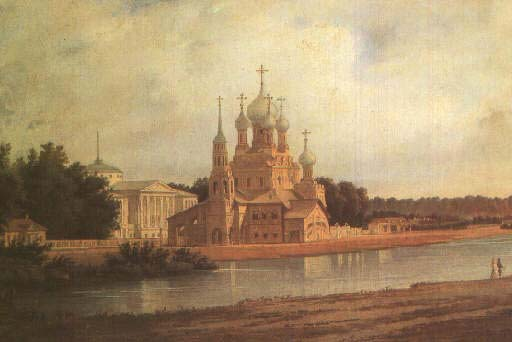
Vue d'Ostankino en 1858.

Les héritiers du comte ne parviennent pas à maintenir le train de vie de leur père et délaissent le domaine. Ils font démolir en 1830 d'anciens communs et des bâtiments du XVIe siècle. Ostankino revit quelque peu lorsqu'Alexandre II y demeure avec son épouse avant les cérémonies du couronnement, pendant une semaine en 1856, en signe de reconnaissance pour les œuvres de charité du comte Dimitri Cheremetiev.
Le parc aussi est négligé, certaines parties sont loties, d'autres louées à des paysans. La famille exploite des serres pour le commerce de fleurs. Ostankino devient avec le développement des moyens de transport un lieu de promenade apprécié des Moscovites à la fin du XIXe siècle et le château est ouvert au public à partir des années 1870.

## Après la révolution
Le château et ses terres sont nationalisés en 1917 et un musée sur l'histoire du servage est installé, puis en 1935 toute la partie ouest du domaine est construite pour l'immense Exposition agricole permanente. Au nord, on ouvre le Jardin Botanique de Moscou. Le théâtre sert de salle de bal populaire.

## Aujourd'hui

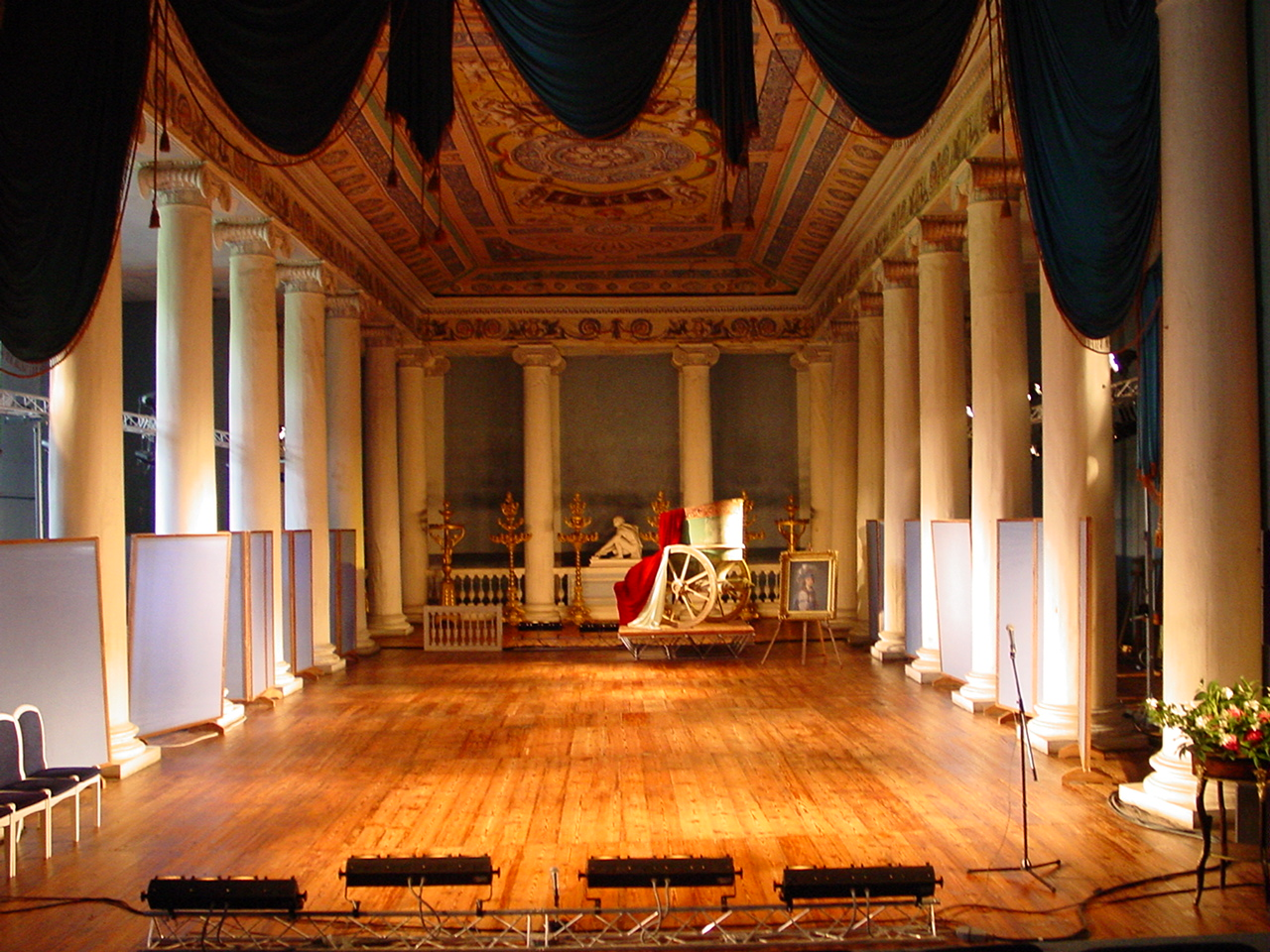
Vue d'un salon servant de théâtre.

Le château est restauré après les années 1990 et 2000, année pendant laquelle le théâtre rouvre pour des spectacles, comme sa destination originelle le prévoyait. Le château est aujourd'hui un musée avec une collection de mobiliers et de tableaux des XVIIIe et XIXe siècles remarquable.

## Source
- (en) Cet article est partiellement ou en totalité issu de l’article de Wikipédia en anglais intitulé « Ostankino Palace » (voir la liste des auteurs).